# トリコルド
トリコルドは、3音列のこと。例えばドレミ，レミファ，ミファソなど。ギリシア語のトリ (3) コルド（弦）より。 